# 이경환 (축구 선수)
이경환(李京煥, 1988년 3월 21일 ~ 2012년 4월 14일)은 대한민국의 전 축구 선수이다.

## 클럽 경력
중대부속중학교, 중대부속고등학교를 졸업한 뒤 축구부로선 잘 알려지지 않은 명신대학교 선수로 뛰고 있었으나 대학에서 퇴출을 당해 선수 생활을 접을 뻔 하였다. 그러던 2008년 대전 시티즌의 노경환 코치의 눈에 띄어 2009년 대전 시티즌에 입단하였다.
2009년 3월 15일, 광주 상무와의 리그 개막전에서 후반 31분 교체 출전하여 데뷔전을 치렀다. 이후 수원 삼성 블루윙즈 전에서도 호평을 받았고, 빠르게 주전 자리를 꿰찼다. 감독인 김호는 대전의 보배가 될 수 있는 선수라며 칭찬을 아끼지 않았다. 2009년 5월 13일 천안시청과의 FA컵 32강 전에서 데뷔골을 기록했다. 리그 데뷔골은 2010년 8월 22일 전북 현대 모터스와의 경기에서 기록했다.
이경환은 2011년도 자유 계약 선수로 풀린 후 팀을 떠났다. 이후 수원 삼성 블루윙즈와 계약했다.
이후 2011년 K리그 승부조작 사건에 가담한 것이 적발되어 수원 삼성 블루윙즈와 계약해지 되었고, 한국프로축구연맹으로부터 영구제명의 징계를 받았다.

## 사망
영구제명 이후 군입대를 한 달 앞둔 2012년 4월 14일 인천광역시에 있는 자택 아파트에서 투신자살하였다. 향년 25세.
이후 경찰의 수사 결과 영구제명을 당한 뒤 홀어머니를 부양하는 과정에서 생활고를 견디다 못해 자살을 선택한 것으로 결론을 지었다.

## 기록

### 클럽
2012년 1월 1일 기준
| 클럽     | 클럽               | 클럽     | 리그 | 리그 | 컵            | 컵            | 리그컵 | 리그컵 | 대륙   | 대륙   | 총계 | 총계 |
| 시즌     | 클럽               | 리그     | 출장 | 득점 | 출장          | 득점          | 출장   | 득점   | 출장   | 득점   | 출장 | 득점 |
| 대한민국 | 대한민국           | 대한민국 | 리그 | 리그 | 대한민국 FA컵 | 대한민국 FA컵 | 리그컵 | 리그컵 | 아시아 | 아시아 | 합계 | 합계 |
| -------- | ------------------ | -------- | ---- | ---- | ------------- | ------------- | ------ | ------ | ------ | ------ | ---- | ---- |
| 2009     | 대전 시티즌        | K리그    | 18   | 0    | 3             | 1             | 4      | 0      | -      | -      | 25   | 1    |
| 2010     | 대전 시티즌        | K리그    | 19   | 1    | 1             | 0             | 1      | 0      | -      | -      | 21   | 1    |
| 2011     | 수원 삼성 블루윙즈 | K리그    | 1    | 0    | 0             | 0             | 1      | 0      | 1      | 0      | 3    | 0    |
| 합계     | 대한민국           | 대한민국 | 38   | 1    | 4             | 1             | 6      | 0      | 1      | 0      | 49   | 2    |
| 총 계    | 총 계              | 총 계    | 38   | 1    | 4             | 1             | 6      | 0      | 1      | 0      | 49   | 2    |